# 聖痕を受ける聖フランチェスコ (ジョット)
『聖痕を受ける聖フランチェスコ』(せいこんをうけるせいフランチェスコ, 伊: Stigmate di san Francesco, 英: Saint Francis Receiving the Stigmata) は、イタリアの芸術家ジョット・ディ・ボンドーネによる板上のテンペラ画で、ピサのサン・フランチェスコ教会のために1295年から1300年ごろに描かれた。現在、パリのルーブル美術館に所蔵されている。アッシジの聖フランチェスコの生涯の逸話を表しており、高さ314 cm（三角形の上部まで）で、 幅162 cm である。OPUS IOCTI FLORENTINI （「フィレンツェのジョットの作品」）と署名されている。

## 歴史
ジョルジョ・ヴァザーリは、『画家・彫刻家・建築家列伝』の中でピサのサン・フランチェスコ教会袖廊の礼拝堂にある作品について言及している。作者について論争があったものの、この作品は現在ジョットの作として一般的に認められており、署名もされている。アッシジにある『聖フランチェスコ伝』の制作直前または直後の1295年から1300年ごろに制作された。
1813年に、イタリアでのナポレオンによる芸術品略奪の一環として、同じくサン・フランチェスコ教会にあったチマブーエの『荘厳の聖母』とともにルーヴル美術館（目録番号309）の所蔵となった。「初期の」イタリア絵画に特に情熱を傾けたヴィヴァン・ドゥノンの興味により、 ジャン・バティスト・アンローはジョットの作品を取得し、1814年にルーヴル美術館に展示された。ナポレオンによって押収された数々の芸術作品が返還された後も、ジョットの偉大な作品はフランスに残った絵画のうちの一点であった。

## 概要

### 聖痕の受領
作品は下部が長方形、先端が三角形で、金地である。聖フランチェスコがアルヴェルノ山での祈祷中に、熾天使のように見える空飛ぶキリストから聖痕を受けているところを描いている。キリストの傷から、聖フランチェスコの身体に当たる光線が放たれている。背景には、新旧の要素が混在しており、古い要素としては非常に類型的な山々や、風景における自然な大小関係の欠如などが挙げられる。山の中の礼拝堂は、幾何学的遠近法に則って描く試みを示している。聖フランチェスコの顔は、はっきりとしたキアロスクーロの使用によって特徴づけられる。
場面は革新的で、表現力に乏しい人物が特徴のイタリア的ビザンチン様式の絵画伝統を放棄し、代わりに第一の主題として行動の瞬間性を取り上げている（ボナベントゥ―ラ・ベルリンギエーリ、およびサン・フランチェスコ・バルディの師匠の作品、またはジョット自身の『バディア多翼祭壇画』と比較してみること)。
左右の角には、ウーギ家とチンクィーニ家の紋章が見える。

### プレデッラ (裾絵)
プレデッラは、聖人の生涯からの三つの場面を表している。『教皇インノケンティウス3世の夢』、『フランシスコ会規則の承認』、そして『鳥への説教』である。これらプレデッラの制作も一般的にジョットに帰属され、アッシジにあるフレスコ画と強く関連づけられている。板絵には、OPUS IOCTI FLORENTINI （「フィレンツェのジョットの作品」）と署名されている。
『夢』は、傾いて柱が壊れているさなかのサン・ジョヴァンニ・イン・ラテラノ大聖堂の崩壊を表している。教皇が幻視を見ながら眠っていることを示す聖ペテロの存在は、当時として革新的な技法であった。一方、『承認』は、アッシジのサン・フランチェスコ聖堂にあるジョットのフレスコ画『インノケンティウス3世によるフランシスコ会の承認』と非常によく似ており、場面はアーチと棚のある同様の部屋に配置されて遠近法を生み出している。『説教』は、装飾のない金地のために、そのシンプルさと抽象性で際立っている。

一般的に、これらプレデッラの様式は、アッシジにあるジョットのフレスコ画に描かれているフランシスコ会の三つの物語よりもゴシック様式の優雅さを示しており、聖チェチリアの師匠などのジョット風の芸術家との比較対象となる。

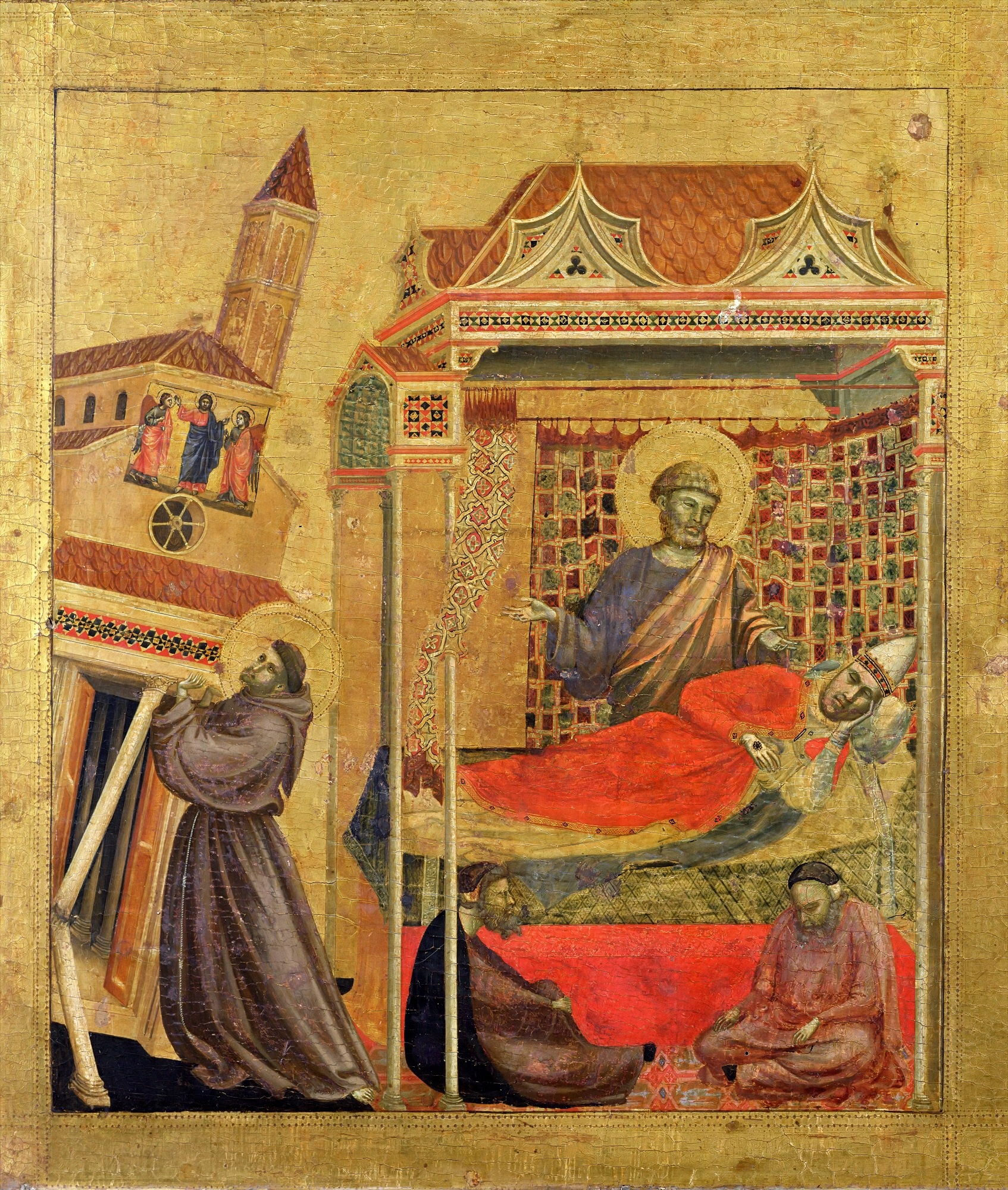
インノケンティウス3世の夢
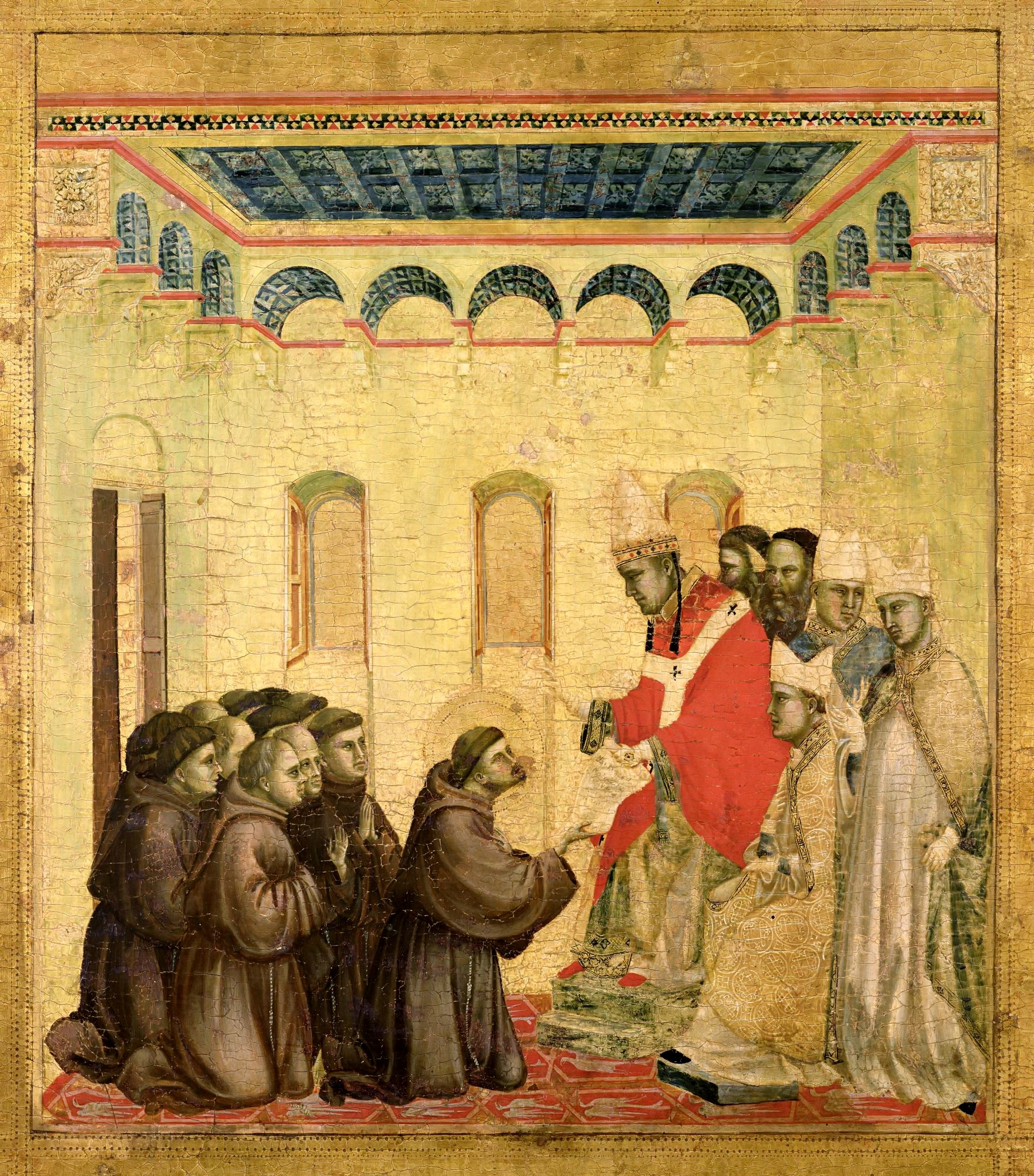
フランシスコ会規則の承認
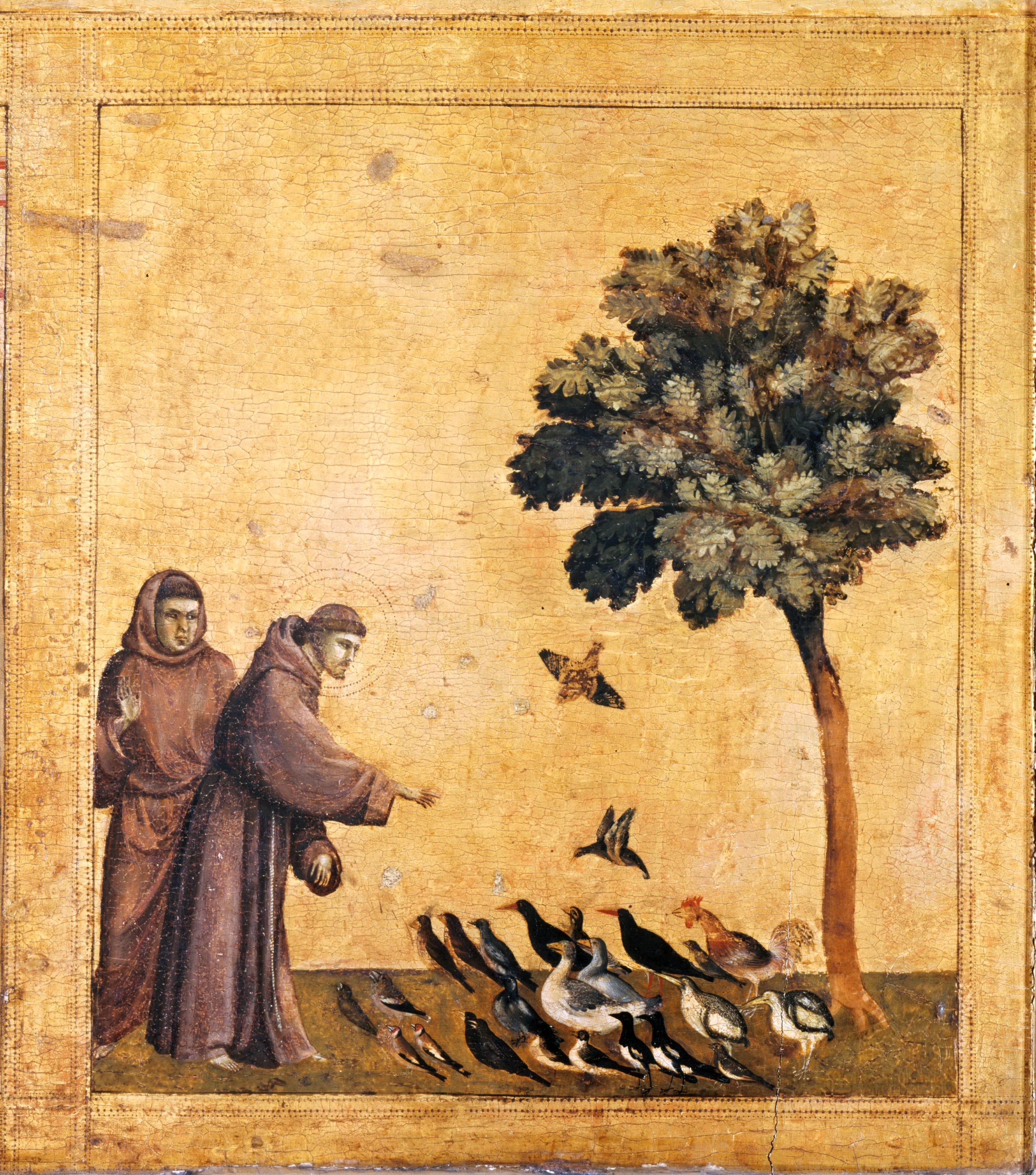
鳥への説教